# Dexter Gordon
Dexter Gordon (Los Angeles, 1923. február 27. – Philadelphia, 1990. április 25. vagy 1990. április 26.) Grammy-díjas amerikai szaxofonos.
Olyanok voltak a régi New Orleans-i dzsesszmuzsikusok, mint az egyszeri ember: kendővel takarták el hangszerüket, nehogy mások ellessék az általuk kimunkált ujjrendet, a sajátos fogásokat.

## Pályakép
Játszotta is, élte is a dzsesszt, önmaga elől Európába menekült. Egy filmben „(Éjféltájban)” önmagát alakította.

## Lemezválogatás
- Dexter Rides Again (1945)
- The Chase (1947)
- The Resurgence of Dexter Gordon (1960)
- Doin' Alright (1961)
- Dexter Calling (1961)
- Go! (1962)
- A Swingin' Affair! (1962)
- Our Man In Paris (1963)
- One Flight Up (1964)
- King Neptune (1964)
- Gettin' Around (1965)
- Tangerine (1965)
- Tower of Power (1969 v 1969)
- More Power (1969 v 1969)
- The Panther (1970)
- The Chase (1970)
- Tangerine (1972)
- Something Different (1975)
- Bouncin' with Dex (1975)
- Homecoming: Live at the Village Vanguard (1976)
- Sophisticated Giant (1977)
- 'Round Midnight (1986)

## Díjak
- NEA: National Endowment for the Arts
- National Medal of Arts